# Met Breuer

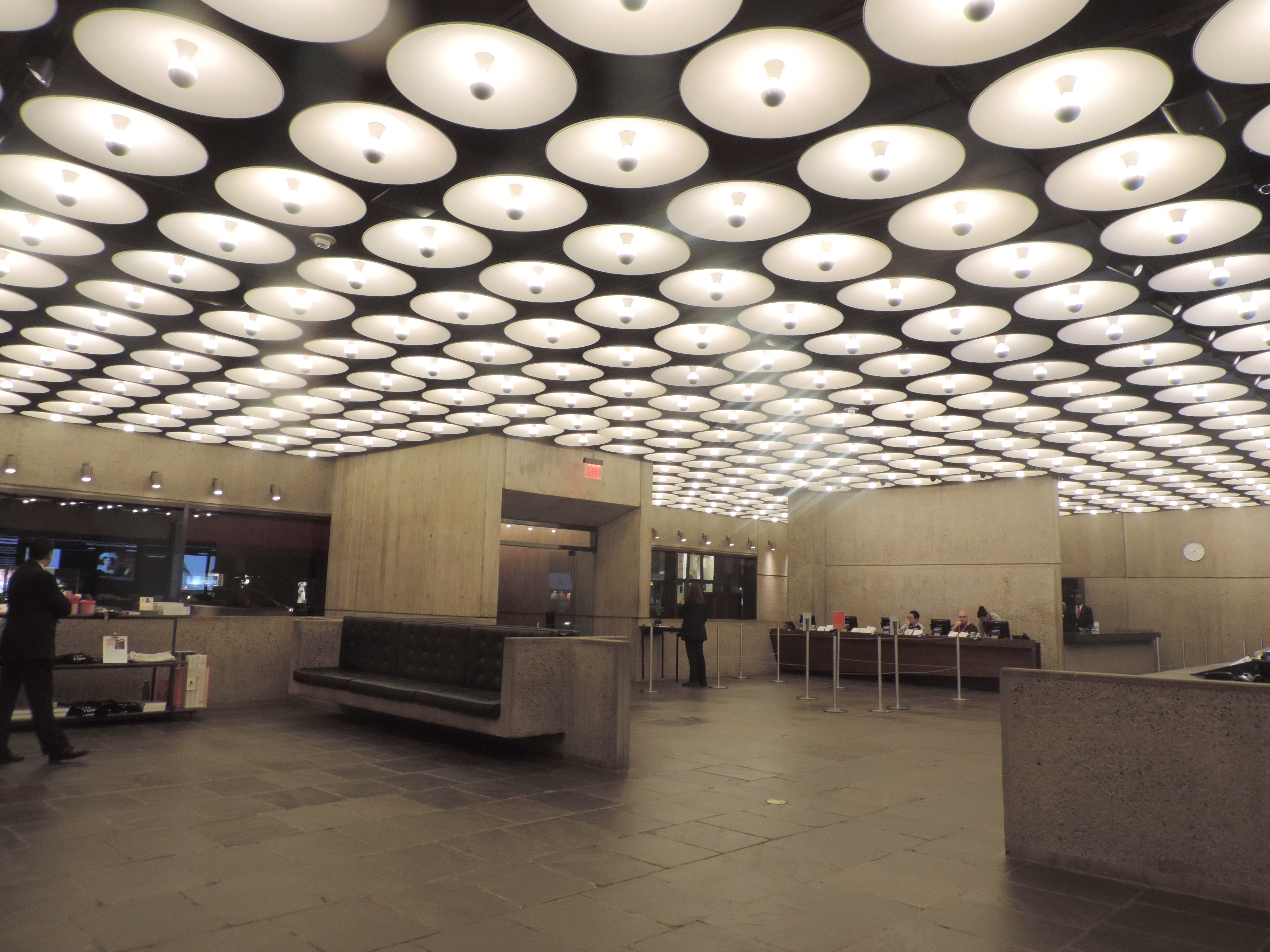
Nuevo hall de entrada

El Met Breuer (pronunciado BROY-ər) fue un museo de arte moderno y contemporáneo ubicado en Nueva York, como parte del Museo Metropolitano de Arte (MET). Su colección provenía de la del Metropolitan y organizaba exposiciones temáticas y monográficas. El museo abrió sus puertas en marzo de 2016 en el edificio anteriormente ocupado por el Whitney Museum of American Art, diseñado por el arquitecto de la Bauhaus Marcel Breuer. En junio de 2020, se anunció que el museo no volvería a abrir después de su cierre en marzo de 2020 como consecuencia de la pandemia COVID-19. El control del edificio se transfirió a la Colección Frick para su uso durante las renovaciones del edificio principal de Frick, una disposición ya prevista con anterioridad al brote pandémico. 

## Orígenes
En 2008 el filántropo Leonard Lauder ideó el proyecto Met Breuer. Finalmente, en 2011 se firmó un convenio entre el MET y el Museo Whitney de Arte Estadounidense después de tres años de negociaciones.
El museo abrió sus puertas en marzo de 2016, tras un año y medio de trabajos de preparación que costaron aproximadamente 600 millones de dólares. Los arquitectos Beyer Blinder Belle se encargaron de la reforma del edificio, diseñado inicialmente por Marcel Breuer. El Met Breuer contaba con un presupuesto operativo anual de 17 millones de dólares implementado con el objetivo de incrementar la difusión de las colecciones del Museo Metropolitano, con especial énfasis en el arte moderno. El edificio funcionaba mediante un arrendamiento por un periodo de ocho años, con la opción para renovar cinco años y medio más, hasta aproximadamente el 2029.

## Exposiciones
- 2016: Nasreen Mohamedi[10]
- 2016: "Unfinished: Thoughts Left Visible"[11]

## Galería seleccionada

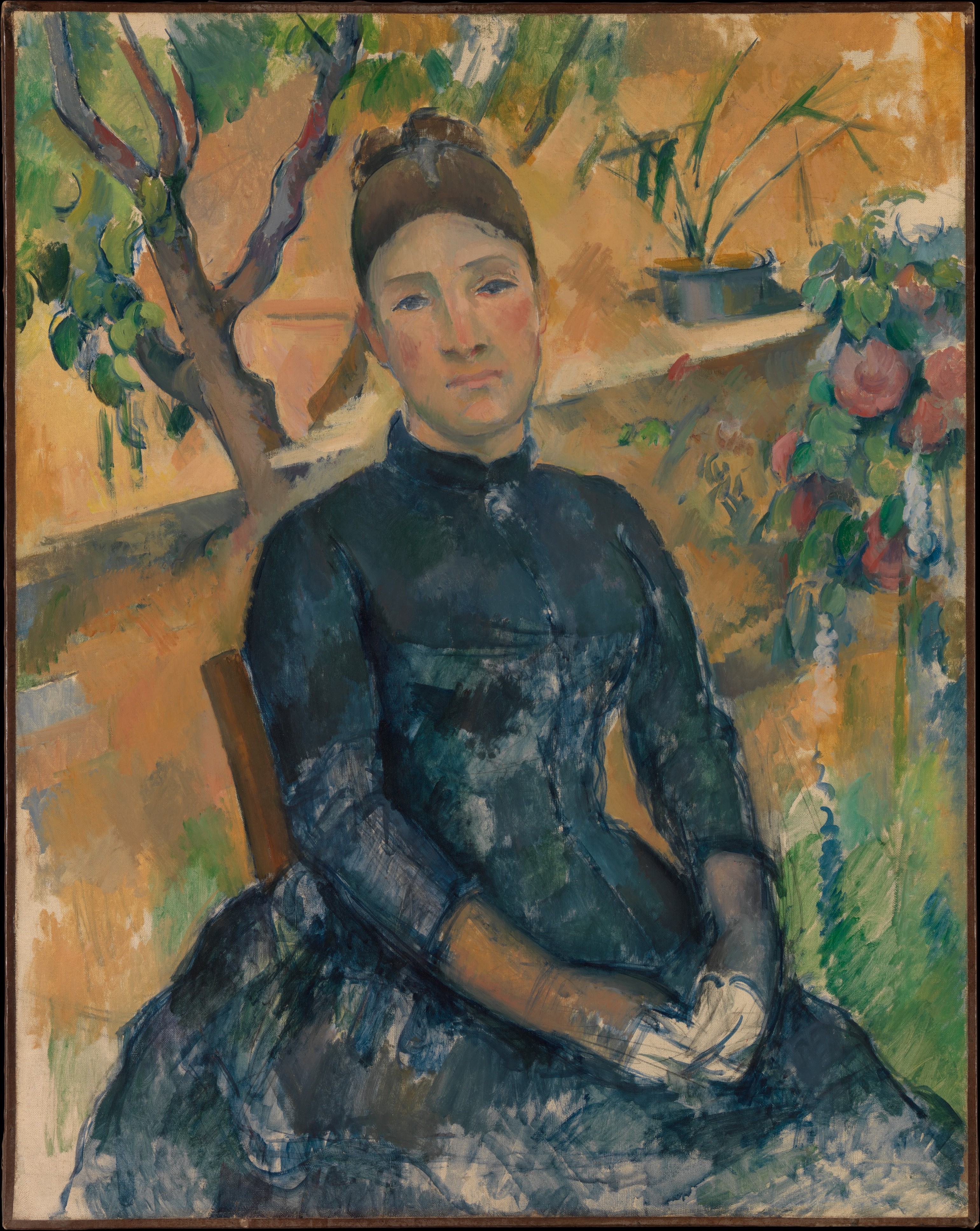
Paul Cézanne Madame Cézanne in the Conservatory 1891
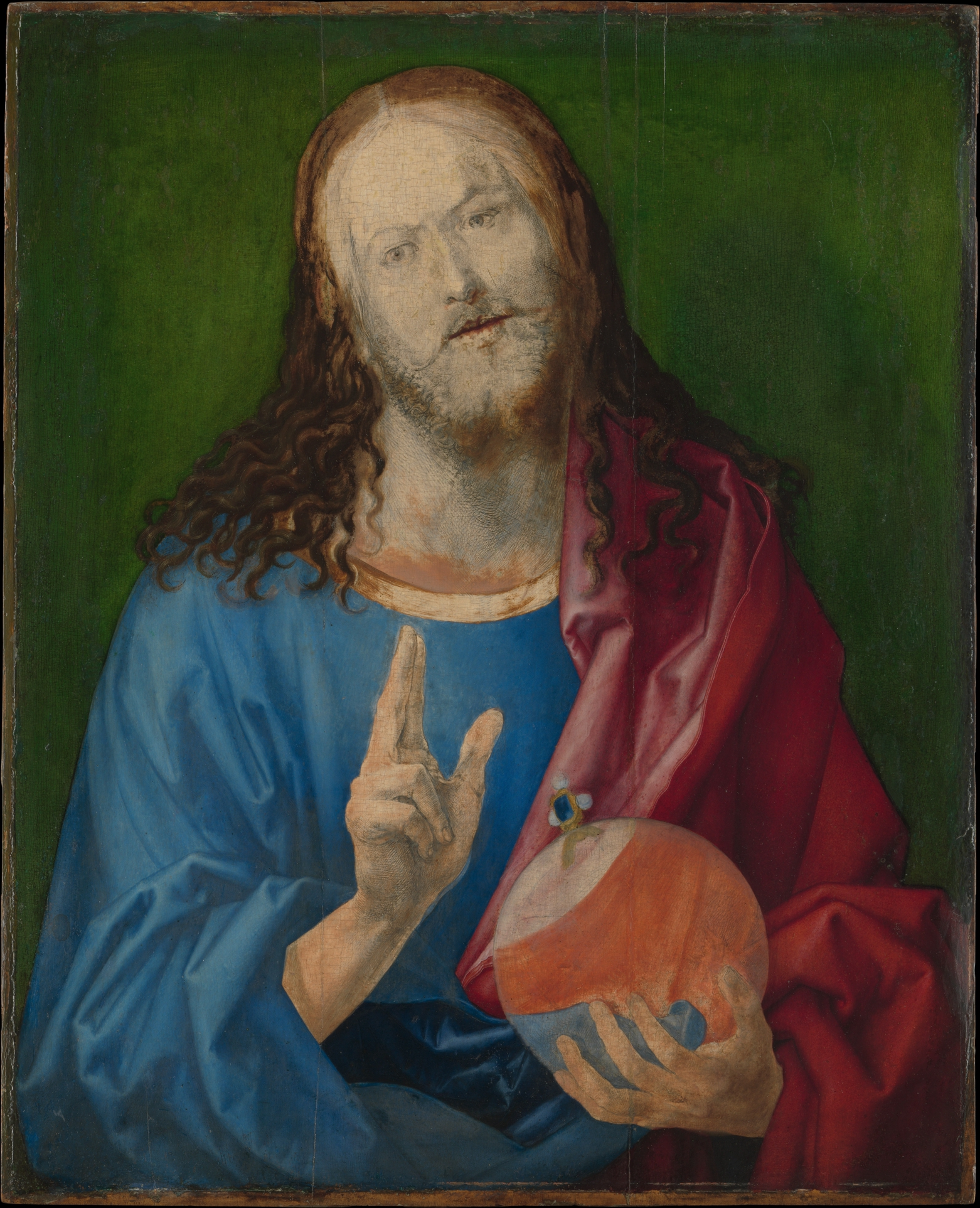
Albrecht Dürer Salvator Mundi c. 1505
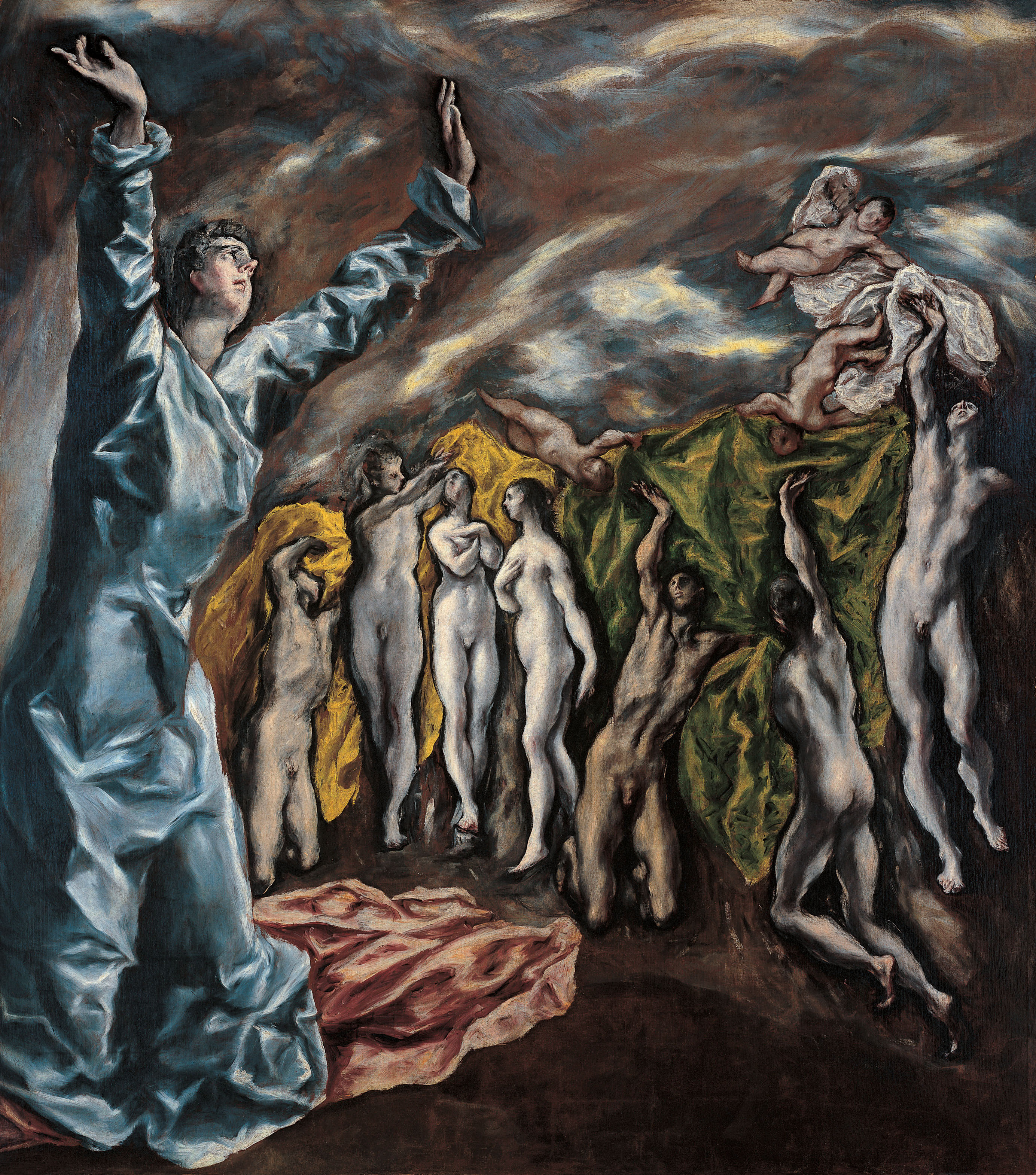
El Greco Visión de Sant Juan c. 1609-14
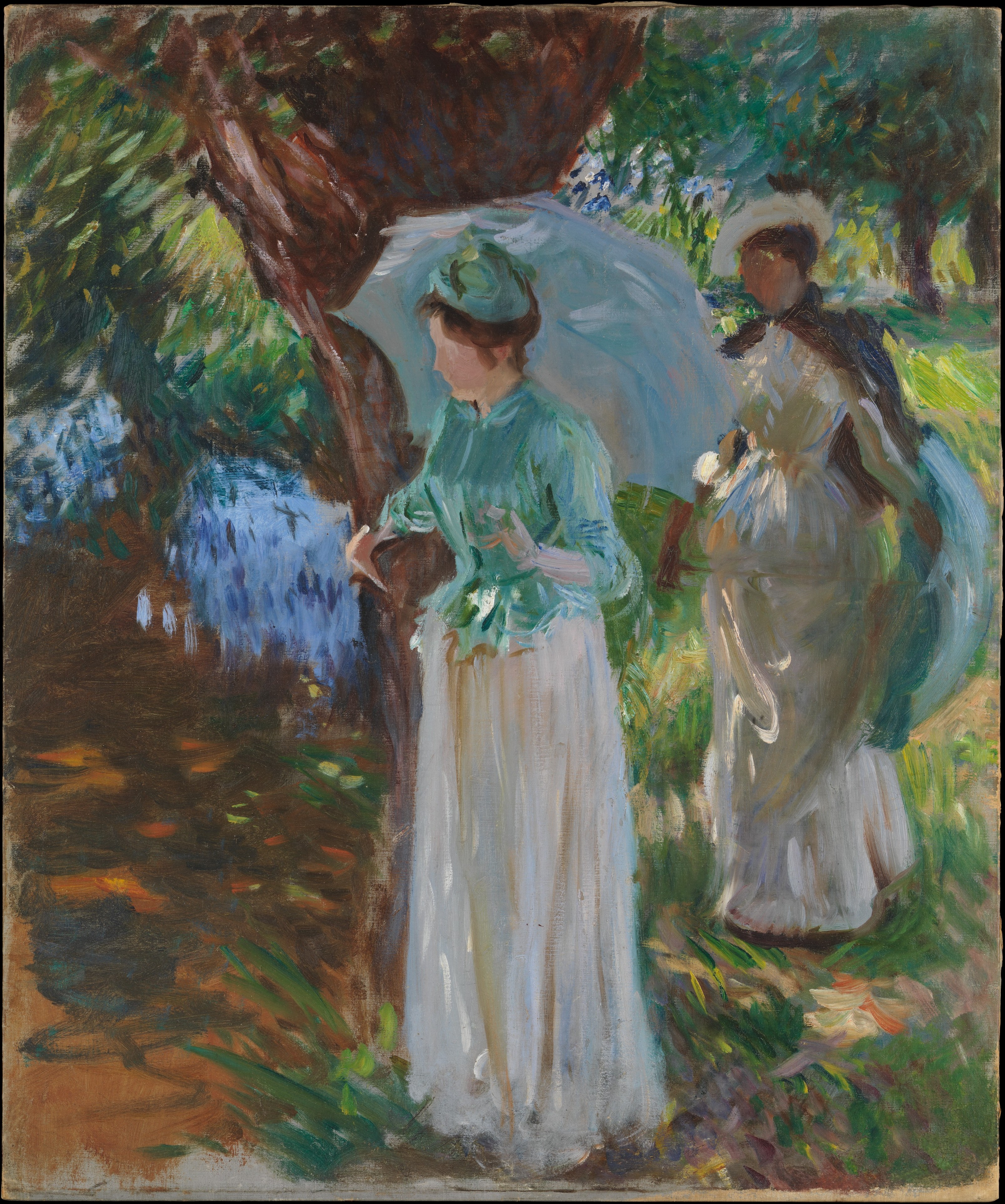
John Singer Sargent Two Girls with Parasols 1889